# Багиров, Мамед Самед оглы
Мамед Самед оглы (Самедович) Багиров (азерб. Məmməd Səməd oğlu Bağırov; 1922, Баскал — 1997, Баку), известный также под прозвищем «Мамет» (итал. Mamet) — советский военнослужащий азербайджанского происхождения, старший лейтенант Советской Армии (1946), участник Великой Отечественной войны и итальянского движения Сопротивления, член партизанской гарибальдийской бригады «Убальдо Фантаччи», почётный гражданин города Пистоя.

## Биография

### Ранние годы. Война
Мамед Самед оглы Багиров родился 2 октября 1922 года в селе Баскал Шемахинского уезда Азербайджанской ССР в семье ремесленника. По-национальности — азербайджанец. Окончил семь классов школы родного села Баскал, после чего завершил среднее образование в Баку в 1941 году. В Баку Багиров учился в Бакинском художественном училище, где познакомился с учившимся там Мехти Гусейн-заде, впоследствии Героем Советского Союза, также воевавшим в годы войны среди партизан в Европе.
На службу в Красную Армию Багиров поступил в июле 1941 года. С началом Великой Отечественной войны Мамед Багиров добровольно подал заявление в военный комиссариат Джапаридзевского района города Баку. Поначалу юному Багирову было поручено доставлять почту и разносить повестки, затем ему вручили направление в военное училище, расположенное в городе Телави в Грузинской ССР. Здесь Багиров проучился всего месяц, после чего часть училища была преобразована в разные города, в том числе и в Баку. В марте 1942 года Багиров окончил училище, получил специальность артиллериста и в звании лейтенанта отправился на фронт.
Боевой путь Багиров начал в составе 773-го артиллерийского полка 317-й стрелковой дивизии 57-й армии в Харьковской области на Юго-Западном фронте, был командиром взвода. Первые выстрелы Багиров услышал когда эшелон, в котором он ехал, минуя Ворошиловград, был подвергнут огню противника у станции Святогорск. В мае 1942 года в ходе Харьковской операции войска Юго-Западного фронта попали в окружение и понесли тяжёлые потери. В окружение попал и полк лейтенанта Багирова, а сам он, будучи раненым, попал в плен. Так, в окрестностях городов Барвенково и Лозовая, Багиров был контужен и получил тяжёлые ранения в голову, челюсть и ногу, когда подрывал оружие, чтобы оно не досталось врагу. Будучи в плену, Багиров заболел тифом. В конце июня 1942 года, когда Багиров, находясь в концентрационном лагере в городе Проскурове, лежал без сознания, болея тифом, фашисты тавром выжгли на его голове цифру «27». От боли Багиров пришёл в сознание. Позднее Багиров узнал, что это было сделано после того, как в лагерь прибыл некий немецкий доктор, который из числа умирающих выбирал жертвы для опытов на мозге. Вот как Багиров вспоминает о днях, проведённых в плену:
Дни, проведённые в плену, были самыми чёрными в моей жизни. Меня направили в лагерь в городе Проскурово. Едва оправился от ран, как вновь оказался в лихорадочном бреду. Думал, что это малярия, так как ребёнком болел ею, когда жил в селе Басгал Исмаиллинского района. А оказалось, что тиф, как впрочем и у многих других пленных, которых согнали в один барак. Трудно передать словами то, что довелось мне испытать в те дни. Я уже не говорю о незаживающих ранах, незатухающей боли в голове…
В сентябре 1942 года Багиров был зачислен в Азербайджанский легион, состоявший из бывших советских военнопленных азербайджанцев. Как отмечает российский историк Михаил Талалай, даже будучи в легионе, Багиров, по словам некоторых свидетелей, питал жестокую ненависть к немцам и говорил, что готов бежать, как только они покинут Берлин, направятся на восток и приблизятся к линии фронта. В январе 1943 года Багирова зачислили в состав группы легионеров, отправляющихся в Крым для борьбы с советскими партизанами. Однако, в связи с болезнью отъезд Багирова был отложен и он был отправлен в качестве охранника в концентрационный лагерь Маутхаузен. Вид утомленных и умирающих заключенных лагеря, ещё более усилил в Багирове желание сбежать. Весной 1944 года Мамеда Багирова перевели в северную Италию, в район Беллуно, где он смог связаться с местными партизанами.
Сбежав из легиона, Багиров присоединился к партизанам и в дальнейшем принимал участие в боях за освобождение южной Ломбардии и Тосканы, отличился в ходе многих операций, проводимых партизанской гарибальдийской бригадой «Убальдо Фантаччи». Эта бригада базировалась в горах близ города Пистоя. Её возглавлял Аттилио Чианталли, комиссаром же был работавший санитаром в немецком госпитале в Пистое Чезар Андрини, который передавал партизанам информацию о противнике. Мамеду Багирову в бригаде дали пулемёт, захваченный у немцев. Также Багиров из красного полотна, которое ему дал командир бригады, соорудил знамя бригады, став также и её знаменосцем. Спустя некоторое время к бригаде «Убальдо Фантаччи» присоединились двое земляков Багирова из Азербайджана — Мирза Шахвердиев и Мамед Худейнатов.
Среди операций, проводимых бригадой, был подрыв расположенного в этих местах моста, целью которого было отрезать путь воинского эшелона из Германии; атака на немецкие части в одном из сёл провинции; засада на шоссе, по которому немецкие отряды везли оружие и боеприпасы (сигналом к атаке в этой операции послужил огонь из пулемёта, открытый Мамедом Багировым). А уже в сентябре 1944 года Багиров в составе бригады «Убальдо Фантаччи» принял участие в освобождении Пистои от немецко-фашистских войск. Это была самая крупная операция, которую провели участники бригады «Убальдо Фантаччи». Бойцы бригады «Убальдо Фантаччи», выбив фашистов из города, удерживали его в течение двух недель до прихода основных партизанских сил. День освобождения Пистои Багиров вспоминает следующим образом.
Это было в первые дни сентября 1944 года. Отряд получил задание освободить Пистою, выбив из города немецкие войска. К бою мы готовились самым тщательным образом. И вот — получен приказ о выступлении. Ночью отдельными группами мы бесшумно проникли в город, сосредоточив свои главные силы против немецкого гарнизона. Жестоким, кровопролитным выдался бой. Обе стороны понесли большие потери. Но нам удалось очистить город от фашистской скверны. На следующий день, восьмого сентября, над бывшим вражеским штабом гордо реяло алое партизанское полотнище. Немцы вели прицельный артиллерийский обстрел города, но повергнуть наше краснозвёздное знамя не смогли…

### Возвращение в СССР и дальнейшая судьба
В 1944 году Багиров через Южную Италию, Египет, Ирак и Иран смог вернуться в СССР. Так, через несколько дней после освобождения Пистои, Мамед Багиров, Мирза Шахвердиев, Мамед Худайнатов и ещё одиннадцать бойцов покинули Пистою, изъявив желание вернуться на Родину. Прибыв в Ливорно, они были арестованы союзниками и подверглись допросу. Узнав о том, что бывшие партизаны арестованы, жители Ливорно устроили демонстрацию протеста перед тюрьмой. Затем бывших партизан перевели в лагерь для военнопленных близ Ливорно. После того, как Багиров и его товарищи объявили голодовку, их отпустили на свободу. По дороге к группе присоединилась ещё одна группа бывших советских граждан, также возвращающихся на Родину. Из Тегерана группа прибыла в Бендер-Шах, а оттуда морем — в Баку.
По прибытии в Баку, лейтенанта Багирова отправили в город Подольск Московской области для тщательной проверки органами контрразведки. Только после этого Багирову удалось на месяц вернуться в Баку. До окончания войны Багиров уже в звании старшего лейтенанта служил в Московском военном округе. В Москве Багиров передал привезённое с собой краснозвёздное знамя бригады «Убальдо Фантаччи» Центральному музею Советской Армии. Он также подал рапорт с просьбой направить его на дальневосточный фронт. Но когда Багиров проходил подготовку, пришла весть о капитуляции Японии. После войны он некоторое время продолжил службу в Бакинском округе ПВО. Окончил военную службу 28 июня 1946 года.
После демобилизации Багиров сначала поселился в Тбилиси, где тогда жили его родители, поступил на работу, а затем переехал в Баку, где создал семью. Багиров окончил Бакинский медицинский техникум, стал врачом-стоматологом. Со своей будущей женой он познакомился также в техникуме. Вместе со своей семьёй проживал в трёхкомнатной квартире в жилом массиве в посёлке «8 км».
В 1976 году в Италии была опубликована книга итальянского историка, профессора Флорентийского университета и занимавшего пост мэра города Альяна Ренато Ризалити «Антифашизм и сопротивление в районе Пистойи», где было сказано и о деятельности пулемётчика бригады «Убальдо Фантаччи» Мамеда Багирова. После публикации книги итальянским ветеранам удалось найти Багирова. Советский комитет ветеранов войны отправил им адрес Багирова. Боевые товарищи пригласили Мамеда Багирова в Италию. В июле 1978 года председатель муниципального управления Пистои Ренцо Барделли пригласил Мамеда Багирова и Мирзу Шахвердиева принять участие в торжествах по случаю 34-летней годовщины освобождения города. В сентябре 1978 года Багиров, бывший в это время на пенсии, приехал в Италию. Это был первый визит Багирова в эту страну после окончания войны. Приехал он сюда вместе с супругой Шафига-ханум.
Во Флоренции Багиров встретился со своими боевыми товарищами: бывшим командиром бригады «Убальдо Фантаччи» Аттилио Чиантелли, Пиерро Касолони, Парицио Лукарелии, Альфио Монта, Марио Мелашем, Нино Маззакане. В Италии ему была вручена медаль «Гарибальди». О приезде Багирова в Пистою своих слушателей известило итальянское радио. 9 сентября в этом городе Багиров принял участие на торжественном собрании Национального общества партизан Италии. А муниципальный совет Пистои принял решение избрать Мамеда Багирова почётным гражданином города. 10 сентября 1978 года в Альяне Багиров принял участие в церемонии по случаю 34-летней годовщины освобождения Пистои от немецко-фашистских оккупантов и награждению города серебряной медалью за активное партизанское сопротивление в годы Второй мировой войны. Газета «La Nazione» писала, что участие Багирова на этой церемонии должно расцениваться, как «торжество мира и солидарности человечества». В Риме генеральный секретарь Итальянской коммунистической партии Энрико Берлингуэр организовал торжественный приём в честь Багирова. После Рима Багиров снова вернулся в Пистою, посетил вместе со своими товарищами-партизанами места своего боевого пути и былых сражений.
При Бакинском отделении Советского комитета ветеранов войны действовала секция советских партизан, усилиями члена которой в школе № 6 района имени 26 бакинских комиссаров города Баку был создан Музей партизанского движения. Часть привезённых Багировым из Италии книг, фотоснимков, настольных медалей, он передал в дар музею. Здесь Багиров вместе с другими бывшими партизанами, воевавшими в Италии, проводил встречи с учащимися школы.
В 1980 году Багирову правительством Италии была назначена персональная пенсия. Как отмечает социолог Ильхам Аббасов, занимающийся изучением участия азербайджанцев в партизанском движении в Европе, Багиров является единственным из советских партизан в Италии, который получал военную пенсию от правительства Итальянской Республики. В мае 1982 года в Баку к Мамеду Багирову приехали его бывший командир Аттилио Чиантелли и представители города Пистоя, включая мэра города Ренцо Барделли. Чиантелли вручил Багирову медаль города Пистоя. В 1984 году Мамед Багиров в четвёртый раз посетил Италию. По приглашению муниципалитета города Пистоя и ассоциации итальянских партизан Багиров принял участие в торжествах по случаю 40-летия освобождения Пистои от фашизма, встретился со своими боевыми товарищами, посетил могилу павшего соратника Ивана Барановского в городе Альяна.
В 1985 году ему был выдан почётный диплом с подписью президента Италии Сандро Пертини, гласящий, что им награждён комбатант партизан Мамед Багиров за участие в освобождении Италии в 1943—1945 годах. Мамед Багиров был награждён в общей сложности 14 юбилейными медалями Италии (в том числе и медалью «20 лет Национально-освободительной войны»), двумя почётными дипломами и орденом Отечественной войны II степени. Был почётным членом Национального общества партизан Италии.
В сентябре 1997 года Мамед Багиров входил в состав делегации, которая сопровождала президента Азербайджанской Республики Гейдара Алиева в ходе его первого официального визита в Италию. Здесь Багиров встретился с премьер-министром Италии Романо Проди. Багиров был также представлен председателю Сената Италии Николе Манчино, главе Палаты депутатов Италии Лучано Виоленте и Папе Иоанну Павлу II.
В родном Баскале Багиров создал музей, посвящённый своей военной деятельности. Мечтой Багирова было создание в Баку Музея итальянского движения Сопротивления, где он мог бы разместить свою большую частную коллекцию: награды, медали, исторические фотодокументы, книги, партизанские предметы, отрывки из итальянских и местных журналов и газет. Бакинские органы власти даже выделили Багирову небольшой участок земли рядом с его домом. Однако, осуществить свою мечту Багиров не успел. Он скончался 9 октября 1997 года в Баку. Похоронен на II Аллее почётного захоронения в Баку.

## Семья
Мамед Багиров был женат на Шафиге-ханум Багировой, которая была по профессии врачом. У семейной пары было четверо детей. Трое из них, сыновья Айдын, Мехти и Рустам, получили высшее образование, стали инженерами, а дочь — музыкантом, преподавателем музыкальной школы. Одного из своих сыновей Багиров назвал Мехти, в честь Героя Советского Союза партизана Мехти Гусейн-заде.

## Память
В Музее истории Азербайджана хранятся материалы, в том числе и выпуски итальянских газет, рассказывающие о партизанской деятельности Мамеда Багирова.
1 марта 2012 года на Общественном телевидении Азербайджана состоялась премьера документального фильма «Партизан со звездой Гарибальди» (азерб. Haribaldi ulduzunu gəzdirən partizan) на азербайджанском языке, снятого режиссёром Талехом Исмаиловым по сценарию доктора исторических наук Махира Гарибова и повествующего о жизни и партизанской деятельности Мамеда Багирова.